# Ilhas Traversay

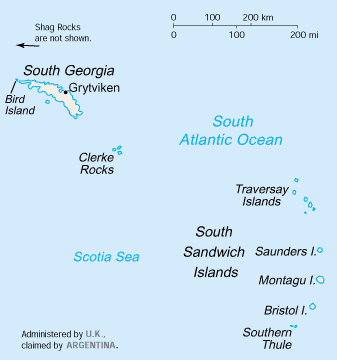

As Ilhas Traversay ou Traverse (56° 36′ S, 27° 43′ O) são um agrupamento de três ilhas — Zavodovski, Leskov e Visokoi — situadas a extremo norte do arquipélago formado pelas Ilhas Sandwich do Sul, ao qual pertencem.
O grupo de ilhas foi descoberto em 1819 pelo explorador russo Fabian Gottlieb Thaddeus von Bellingshausen, e seu nome é devido ao Marquês de Traversay (1754-1831), um oficial da marinha francesa, enviado pelo rei Luís XVI para se juntar à marinha russa, em 1791.